# Max Buset
Max Buset (Fayt-lez-Manage, 31 januari 1896 - Haine-Saint-Paul, 28 juni 1959) was een Belgisch politicus voor de BSP/PSB.

## Levensloop
Buset groeide op in een socialistisch arbeidersgezin. Hij doorliep lager onderwijs in La Hestre en liep middelbare school in La Louvière. Tegelijkertijd volgde hij in avondonderwijs een opleiding tot technisch tekenaar aan de industriële school van de stad. Na het voltooien van deze studies werkte Buset als technisch tekenaar in de Ateliers de Haine-Saint-Pierre en de Société Franco-Belge de la Croyère, dat rollend materieel fabriceerde.
Aan het einde van de Eerste Wereldoorlog werd Buset door Arthur Jauniaux, secretaris-generaal van de Centrale voor Arbeidersopvoeding, een beurs verleend die hem in staat stelde om een licentie economische en sociale wetenschappen te volgen aan de ULB. Nadat hij zijn licentiaat behaalde, volgde hij vanaf mei  1921 een vier maanden lange cursus aan het Ruskin College in Oxford, de hogeschool van de Britse socialistische partij Labour. Buset keerde perfect tweetalig terug naar België en was van oktober 1921 tot september 1929 leraar aan de Arbeidershogeschool van Ukkel.
Buset werd militant van de socialistische Belgische Werkliedenpartij. Aanvankelijk hield hij zich voornamelijk bezig met de kadervorming, waarna hij in 1929 Désiré Bouchery opvolgde als algemeen secretaris van de Centrale voor Arbeidersopvoeding, hetgeen hij bleef tot in februari 1934. Hij schreef voor het maandblad van deze centrale, Éducation-Récréation, een studie over de regeringsdeelnames van de Belgische Werkliedenpartij tussen 1916 en 1921 en tussen 1925 en 1927 en was tevens directeur van de socialistische kranten Plan (1934-1936) en La Revue socialiste (1939-1940). Als verantwoordelijke voor de socialistische radio-uitzendingen op de Socialistische Arbeiders Radio Omroep voor Vlaanderen was hij vanaf 1931 ook beheerraadslid van de Nationaal Instituut voor de Radio-omroep.
In november 1932 werd hij voor de BWP verkozen tot lid van de Kamer van volksvertegenwoordigers voor het arrondissement Thuin, waar hij bleef zetelen tot aan zijn dood in 1959 en deel uitmaakte van de commissies Buitenlandse Zaken en Buitenlandse Handel. Hij maakte deel uit van het in 1933 door Hendrik De Man opgerichte Bureau voor Sociaal Onderzoek en in 1934 werd hij de verantwoordelijke van de campagne voor het Plan van de Arbeid, waarmee de BWP de zware economische crisis van de jaren '30 wilde aanpakken. Vanaf april 1935 was hij directeur van het Bureau voor Sociaal Onderzoek en in de jaren daarna groeide Buset door zijn kaderfuncties in de Belgische Werkliedenpartij uit tot een onbetwiste autoriteit binnen de partij.
Vanaf maart 1935 nam de BWP opnieuw deel aan de Belgische regering. Buset toonde zich zeer kritisch voor het beleid van de regering omtrent de Spaanse Burgeroorlog, een materie die hem zeer nauw aan het hart lag. Buset koos resoluut de zijde van de linkse republikeinen, bezocht het land tijdens de burgeroorlog driemaal en zette zich in voor de opvang van Spaanse oorlogskinderen. Hij was het dan ook grondig oneens met de neutraliteitspolitiek van de regering tegenover dit conflict, die werd uitgedragen door zijn partijgenoten Hendrik de Man en Paul-Henri Spaak. In 1939 kwam het tot een polemiek tussen Buset en De Man over de Belgische neutraliteitspolitiek en na de Duitse inval in België tijdens de Tweede Wereldoorlog kwam het tot een breuk tussen beide heren. Terwijl Buset het plan van de Belgische regering steunde om na de capitulatie van het Belgische leger de strijd tegen de Duitsers vanuit het buitenland voort te zetten, was De Man net als koning Leopold III van mening dat het zinloos was om de strijd voort te zetten. 
Buset vluchtte naar Parijs en nam eind mei 1940 deel aan de vergadering van Belgische parlementsleden in het Franse Limoges, waar hij de houding van koning Leopold III, om zonder de regering te raadplegen tot een capitulatie van het Belgische leger over te gaan, afkeurde en instemde met de resolutie die de koning in de onmogelijkheid tot regeren verklaarde. In juni 1940 bood hij zijn diensten aan voormalig Kamervoorzitter Camille Huysmans, die vanuit Londen de strijd tegen de nazi's wilde voortzetten, en reisde hij samen met Huysmans en collega-parlementslid Isabelle Blume-Grégoire naar de Britse hoofdstad. Buset was er samen met Huysmans en de liberale oud-minister Marcel-Henri Jaspar betrokken bij een poging om een pro-geallieerde tegenregering op de been te brengen en deze te laten erkennen door de Britse premier Winston Churchill, terwijl de zetelende regering zich nog in het eveneens gecapituleerde Frankrijk bevond. De zetelende ministers Hubert Pierlot, Paul-Henri Spaak, Camille Gutt en Albert de Vleeschauwer wisten dit te verijdelen door naar de Britse hoofdstad na te reizen en daar de regering-Pierlot V door de geallieerden officieel te laten erkennen als regering in ballingschap. Buset was daarna actief voor de Belgische parlementaire diensten en werd begin 1941 belast met de leiding van de commissie propaganda. In september 1944 werd hij in Londen voorzitter van het commissariaat voor repatriëring, dat de terugkeer van ontheemde Belgen in het buitenland naar het bevrijde België in goede banen moest leiden. Hierdoor keerde hij pas in januari 1945 terug naar België.
Buset werd opnieuw lid van het bureau van de Belgische Socialistische Partij, de opvolger van de Belgische Werkliedenpartij, en werd aangeduid tot Franstalig secretaris van de partij. Op het Congres van de Overwinning, dat in juni 1945 het programma van de hervormde partij vastlegde, lichtte Buset samen met Victor Larock een rapport toe dat het interne en externe politieke beleid van de partij behandelde en in dezelfde periode legde hij de basis voor een nauwere samenwerking met de communistische KPB-PCB, waarmee de socialisten en liberalen tot maart 1947 een regering vormden. Net zoals voor de oorlog had Buset een belangrijke invloed in de partij en in oktober 1945 werd hij dan ook aangeduid als partijvoorzitter. Dit ambt zou hij bekleden tot aan zijn overlijden in juni 1959. Ook maakte hij deel uit van het bestendig comité van de Socialistische Internationale en was hij gewonnen voor een verenigd Europa. Van december 1952 tot mei 1954 zetelde Buset in de Gemeenschappelijke Vergadering van de Europese Gemeenschap van Kolen en Staal en vanaf 1955 maakte hij deel uit van het Actiecomité voor de Verenigde Staten van Europa, opgericht door Jean Monnet. In januari 1958 diende hij daar zijn ontslag in uit onvrede met het voorstel van Monnet om de Europese instellingen te centraliseren in Parijs.
Aanvankelijk verdedigde Buset op communautair vlak het federalisme binnen het kader van de Belgische staat, maar later evolueerde hij naar een meer unitair standpunt. Op het Waals Socialistisch Congres van 1947 benadrukte hij dat de Waalse socialisten dichter stonden bij de Vlaamse socialisten dan bij de Waalse burgerij. Ook speelde hij als BSP-partijvoorzitter een belangrijke rol in de ontknoping van de Koningskwestie. Nadat de christendemocratische CVP bij de verkiezingen van 1950 een absolute meerderheid haalde, was zijn belangrijkste doelstelling het omverwerpen van hun meerderheid. In 1954 slaagde hij in zijn opzet met de vorming van de paarse Regering-Van Acker IV. Vervolgens voerde hij de strategie om via het officieel onderwijs een doorbraak te forceren in het katholieke Vlaanderen, wat niet de verwachte resultaten opleverde. De Schoolstrijd laaide hoog op en bij de verkiezingen van 1958 kende paars een verkiezingsnederlaag. Na deze verkiezingen werd het Schoolpact afgesloten dat een bestendige vrede tussen het katholiek en het officieel onderwijs tot stand bracht, een compromis waar Buset zich moeilijk in kon vinden. Als eerbetoon voor zijn politieke verdiensten werd Buset op 21 juli 1948 benoemd tot minister van Staat.
Buset was 63 jaar toen hij eind juli 1959 overleed. Hij was al enkele maanden ziek, maar toch kwam zijn overlijden relatief onverwacht; een infarct van de hartspier werd hem fataal.

## Bron
- VAN MOLLE, P., Het Belgisch Parlement 1894-1972, Antwerpen, 1972.